# Суперкубок Брунею з футболу 2020
Суперкубок Брунею з футболу 2020  — 11-й розіграш турніру. Матч відбувся 8 лютого 2020 року між чемпіоном Брунею клубом МС АБДБ та володарем Кубка Брунею клубом Кота Рейнджер.
| Володар Суперкубка Брунею 2020 |
| ------------------------------ |
|                                |
| Кота Рейнджер Перший титул     |

## Матч

### Деталі
| 8 лютого 2020 14:15 (EEST) |

| МС АБДБ                           | 1:3 | Кота Рейнджер          |
| --------------------------------- | --- | ---------------------- |
| Мохаммад Хайрул Мі бін Мейл 90+1' |     | Аді Саїд 37', 43', 89' |

| Хассанал Болкіах, Бандар-Сері-Бегаван |